# Jakub Bojko
Jakub Bojko (7. července 1857 Gręboszów – 7. dubna 1943 Gręboszów) byl rakouský a polský politik z Haliče, na konci 19. a počátku 20. století poslanec Říšské rady, v meziválečném Polsku místopředseda Sejmu a senátu.

## Biografie
Byl synem Gabriela Bojka, zemědělce přistěhovalého z Wojciechowa v ruském záboru. Od roku 1866 chodil na národní školu v rodném Gręboszówě. Ve věku 12 let mu zemřela matka a o čtyři roky později, po smrti svého otce, převzal správu rodinného hospodářství. V mládí byl čeledínem, pak působil jako učitel na národní škole. Sám se vzdělával. Publikoval články, humoristické črty a napsal autobiografii. Od roku 1879 vlastnil statek a působil jako obecní písař. Pro malý vzrůst a křehké zdraví byl počátkem 80. let propuštěn z vojenské služby. Roku 1880 se oženil. Angažoval se v politice. V roce 1891 byl zvolen starostou Gręboszówa. Podporoval agrární hnutí. Od roku 1895 zasedal jako poslanec Haličského zemského sněmu. Setrval zde až do roku 1914. Roku 1913 se podílel na založení strany Polskie Stronnictwo Ludowe „Piast” a byl zvolen jejím předsedou.
Na konci 19. století se zapojil i do celostátní politiky. Ve volbách do Říšské rady roku 1897 získal mandát v Říšské radě (celostátní zákonodárný sbor) za kurii venkovských obcí v Haliči. Uspěl i ve volbách do Říšské rady roku 1901 za kurii venkovských obcí, obvod Tarnów, Pizno, Dąbrowa Tarnowska atd. Poslancem zůstal i po volbách do Říšské rady roku 1907, konaných poprvé podle všeobecného a rovného volebního práva, kdy byl zvolen za obvod Halič 44. Byl členem poslanecké frakce Polský klub. Mandát obhájil za týž obvod i ve volbách do Říšské rady roku 1911. Nadále byl členem parlamentní frakce Polský klub. Ve vídeňském parlamentu setrval až do zániku monarchie. K roku 1911 se profesně uvádí jako majitel statku a zemský poslanec.
Po vzniku samostatného Polska byl v letech 1919–1922 poslancem a místopředsedou Sejmu a pak od roku 1922 do roku 1927 místopředsedou Polského senátu. Od roku 1924 zastával funkci čestného předsedy strany Polskie Stronnictwo Ludowe „Piast”. V roce 1927 podporoval kurz sanace nastolený Józefem Piłsudským a spolu s několika dalšími poslanci utvořil subjekt Zjednoczenie Ludu Polskiego, ale ten přes počáteční podporu nezískal výraznější popularitu. Od roku 1927 zasedal v senátu za Bezpartyjny Blok Współpracy z Rządem (Nestranický blok pro spolupráci s vládou) a v senátu setrval až do roku 1935. Kvůli vysokému věku a nespokojeností s výsledky sanačního režimu na polském venmově se pak již stáhl z politiky. Pobýval na svém statku a psal paměti. Roku 1937 mu byl udělen Řád Polonia Restituta.